# Ospedaletto Lodigiano
Ospedaletto Lodigiano är en ort och kommun i provinsen Lodi i regionen Lombardiet i Italien. Kommunen hade 1 706 invånare (2018).